# City Hunter: Adiós, mi amor
City Hunter: Adiós, mi amor (シティーハンタースペシャル　グッドバイ・マイ・スイート・ハート Shitī Hantā Guddo bai mai suīto hāto?) es el segundo especial basado en el anime y manga City Hunter de Tsukasa Hojo. Se estrenó en Japón el 25 de abril de 1997. Ha sido licenciado en España por Jonu Media y emitido en Buzz.

## Argumento
Saeba es contratado por Emily, una joven actriz, para que busque a su hermano. La única pista que tiene, es una foto familiar de cuando ella era pequeña. Cuando van al apartamento de Emily, un pistolero llegado de Europa pero de ascendencia japonesa atenta contra Saeba y Emily.
Este pistolero, es Mutoh, más conocido como El Profesor. Lo primero que hizo al llegar al país, fue liberar y reclutar a un asesino y a un experto en bombas. Su meta, matar a Ryo Saeba, pues, cuando se encontraba en la guerra, todo el mundo decía que era el número uno.
El hermano de Emily, se pone en contacto con ella, mediante un ramo de rosas negras y la cita en el parque de atracciones. Una vez reunidos los tres, pues, Saeba la acompañó, este desvela su identidad, pues es El profesor y anuncia que intentará matar a Saeba.
Unos días más tarde, Emily sube en una línea nueva de tren haciendo de conductor, en su inauguración. El profesor, les alerta de que colocó bombas por todo el barrio de Shinjuku y pide un rescate de 10 billones de yenes. Mientras, los amigos de Ryo localizan las bombas y descubren cual es el detonador: el tren de Emily. Así, Ryo tiene que ir a salvar a Emily y Kaori y desactivar la bomba antes de que el tren complete dos vueltas a la ciudad y explote todo Shinjuku.

## Personajes

### Serie
- Ryo Saeba (冴羽獠 Saeba Ryo?)
- Kaori Makimura (槇村香 Makimura Kaori?)
- Umibōzu (海坊主?)
- Saeko Nogami (野上冴子 Nogami Saeko?)
- Miki

### Únicos de la película
- Mutoh, El profesor
- Emily